# O. Z. Whitehead
Oothout Zabriskie Whitehead (* 1. März 1911 in Manhattan, New York; † 29. Juli 1998 in Dublin, Irland) war ein US-amerikanischer Schauspieler und Autor.

## Leben und Karriere
Oothout Zabriskie Whitehead wurde 1911 in eine wohlhabende New Yorker Bankiersfamilie geboren und studierte an der Harvard University. Sein professionelles Bühnendebüt machte er am Broadway seiner Heimatstadt New York, wo er neben Größen wie Lillian Gish, Alfred Lunt und Katharine Hepburn auftrat. Mit Hepburn war er befreundet und sie ermunterte ihn gegen den Willen seiner Mutter zur Fortführung seiner Laufbahn als Schauspieler. Im Zweiten Weltkrieg diente Whitehead im Pazifik als Soldat trotz seiner pazifistischen Überzeugungen.
Sein Filmdebüt machte Whitehead im Jahr 1935 an der Seite von Noël Coward in der Bühnenverfilmung Ein charmanter Schurke. In den folgenden Jahrzehnten spielte er überwiegend exzentrische Nebenfiguren, sowohl guter als auch böser Natur. 1940 spielte Whitehead seine vielleicht bekannteste Filmrolle als Al Joad neben Henry Fonda in John Fords klassischer Literaturverfilmung Früchte des Zorns. Whitehead war später ein Stammschauspieler von Ford und spielte bis Anfang der 1960er-Jahre in mehreren seiner Filme mit. Noch mit mehr als 50 Jahren verkörperte Whitehead einen Jugendlichen in Der Mann, der Liberty Valance erschoß (1962); er war dabei neun Jahre älter als sein Filmvater Denver Pyle. Ab den 1950er-Jahren war Whitehead auch in Gastrollen in einigen Fernsehserien wie Bonanza, Perry Mason und Alfred Hitchcock präsentiert zu sehen.
Bereits 1950 war Whitehead, der sich von Hollywood desillusioniert fühlte, dem Bahai-Glauben beigetreten. 1963 zog Whitehead nach Dublin, wo er in den folgenden Jahrzehnten weiterhin als Schauspieler bei Theater und Film tätig war. 1968 spielte er etwa den Bischof Hugh de Puiset in dem oscargekrönten Historiendrama Der Löwe im Winter an der Seite von Katharine Hepburn, Peter O’Toole und Anthony Hopkins. Whiteheads Hauptaugenmerk lag allerdings nunmehr auf der Vermittlung des Bahaitums; er war einer der Pioniere dieser Religion in Irland und Mitglied des Nationalen Geistigen Rates der Bahai. Er schrieb zwischen 1976 und 1996 drei Bücher über seinen Glauben und war Mitglied des P.E.N.
O. Z. Whitehead, der nie verheiratet war, starb 1998 im Alter von 87 Jahren an einer Krebserkrankung.

## Filmografie (Auswahl)
- 1935: Ein charmanter Schurke (The Scoundrel)
- 1940: Früchte des Zorns (The Grapes of Wrath)
- 1942: To the Shores of Tripoli
- 1947: The Romance of Rosy Ridge
- 1948: Die tollkühne Rettung der Gangsterbraut Honey Swanson (A Song Is Born)
- 1948: Der Pirat (The Pirate)
- 1948: Nachtclub-Lilly (Road House)
- 1948: Fünf auf Hochzeitsreise (Family Honeymoon)
- 1949: Ma and Pa Kettle
- 1950: Todfeindschaft (Dallas)
- 1951: Mädchen im Geheimdienst (FBI Girl)
- 1952: Grausame Richter (For Men Only)
- 1952: Wir sind gar nicht verheiratet (We’re Not Married!)
- 1952: Menschenjagd in San Francisco (The San Francisco Story)
- 1958: Keine Angst vor scharfen Sachen (Rally 'Round the Flag, Boys!)
- 1958: Das letzte Hurra (The Last Hurrah)
- 1959: Der letzte Befehl (The Horse Soldiers)
- 1960: Bonanza (Fernsehserie, eine Folge)
- 1960/1961: Alfred Hitchcock Presents (Fernsehserie, zwei Folgen)
- 1961: Zwei ritten zusammen (Two Rode Together)
- 1962: Panik im Jahre Null (Panic in Year Zero!)
- 1962: Der Mann, der Liberty Valance erschoß (The Man Who Shot Liberty Valance)
- 1963: Summer Magic
- 1967: Ulysses
- 1968: Der Löwe im Winter (The Lion in Winter)
- 1977: Philadelphia, Here I Come
- 1994: Alisa
- 1997: Biological Maintenance Department (Kurzfilm)